# 肖恩·聖萊傑
肖恩·聖萊傑（英語：Sean St Ledger；1984年12月28日—）是一位愛爾蘭足球運動員。在場上的位置是後衛。他也代表愛爾蘭國家足球隊參賽。